# (35540) 1998 FE94
1998 FE94 (asteroide 35540) é um asteroide da cintura principal. Possui uma excentricidade de 0.11839810 e uma inclinação de 9.81097º.
Este asteroide foi descoberto no dia 24 de março de 1998 por LINEAR em Socorro.